# Chemin de fer transcontinental
 (janvier 2010).
Si vous disposez d'ouvrages ou d'articles de référence ou si vous connaissez des sites web de qualité traitant du thème abordé ici, merci de compléter l'article en donnant les références utiles à sa vérifiabilité et en les liant à la section « Notes et références ».
Un chemin de fer transcontinental est une ligne de chemin de fer qui traverse un continent d'un océan ou d'une mer à l'autre. Ces lignes se sont développées surtout en Amérique où elles jouent un rôle important dans les liaisons entre les côtes Atlantique et Pacifique à travers un continent massif, sans liaison fluviale ou maritime facile, tandis qu'en Europe ce concept n'a que peu d'intérêt étant donné les conditions géographiques et géopolitiques très différentes. Seul l'Orient Express qui circulait à travers de nombreuses frontières aurait pu mériter le titre de liaison transcontinentale.

## Amérique

### Panama

Ligne actuelle du Chemin de fer du Panama (version interactive)

(autrefois partie de la Colombie)
- Le premier chemin de fer transcontinental américain fut historiquement le Panama Railway, achevé en 1855. Situé non loin de la partie la plus étroite du continent, sa longueur est seulement de 77,2 km.

### États-Unis

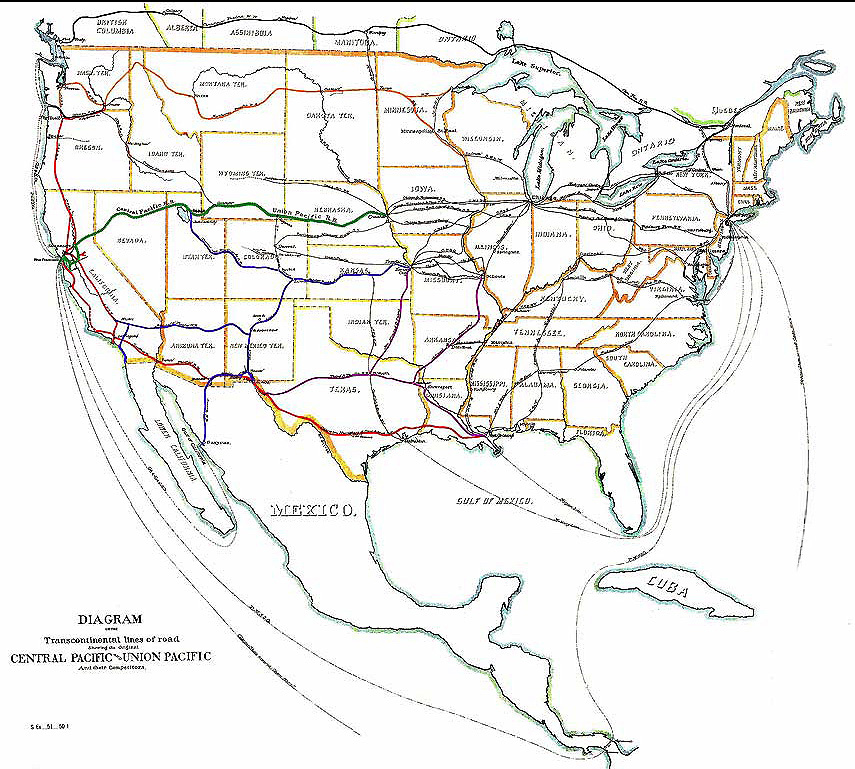
Chemin de fer transcontinental aux États-Unis (et à proximité) (1887).

La cérémonie de la pose du « Dernier clou » à la jonction des voies de Central Pacific Railroad et de l'Union Pacific Railroad à Promontory Summit, dans l'Utah, le 10 mai 1869. "L'Est et l'Ouest se serrant la main lors de la pose de dernier rail." Andrew J. Russell, 10 mai 1869.

Aucune compagnie de chemin de fer n'a pu contrôler une ligne complète d'un océan à l'autre, mais le Southern Pacific Railroad fut la première des nombreuses liaisons établies entre l'océan Pacifique et le golfe du Mexique.
- La première ligne transcontinentale est le nom donné à la première ligne de chemin de fer traversant les États-Unis de côte à côte. Elle fut achevée en 1869, après que la voie fut posée en six ans sur les 2 826 km séparant Sacramento (Californie) et Omaha (Nebraska) par l'Union Pacific et le Central Pacific Railroad.
- En 1882, l'Atchison, Topeka and Santa Fe Railway relia Atchison (Kansas) avec le Southern Pacific Railroad à Deming (Nouveau-Mexique), réalisant ainsi une seconde liaison transcontinentale jusqu'à Los Angeles (Californie).
- Le Southern Pacific Railroad relia La Nouvelle-Orléans (Louisiane) et Los Angeles en 1883, assurant ainsi une liaison entre le golfe du Mexique et l'océan Pacifique.
- Le Northern Pacific Railway, achevé en 1883, relia Chicago (Illinois) et Seattle (Washington).
- Le Great Northern Railroad fut construit, sans aide fédérale, par James J. Hill. Il s'étend de Saint Paul (Minnesota) à Seattle.
- John D. Spreckels acheva en 1919 le San Diego and Arizona Railway entièrement financé par des fonds privés, créant ainsi une liaison directe entre San Diego et l'Est des États-Unis.
- En 1993, le Sunset Limited d'Amtrak fut prolongé jusqu'à l'océan Atlantique, devenant la première ligne transcontinentale de voyageurs exploitée par une seule compagnie.

### Canada

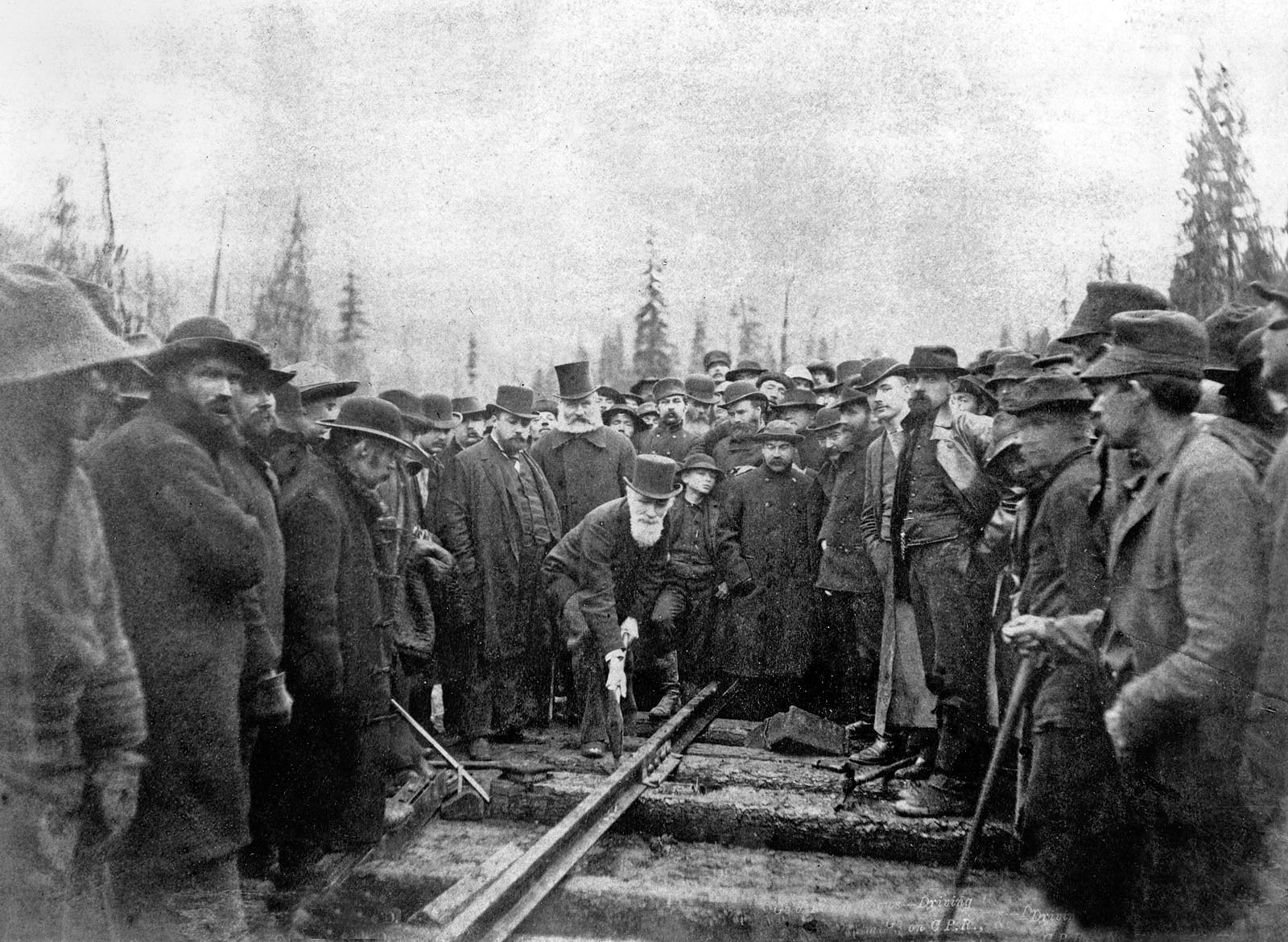
Lord Strathcona posant le "Dernier clou" du premier chemin de fer transcontinental canadien, le chemin de fer Canadien Pacifique, en 1885

- La première liaison transcontinentale canadienne ouvrit en 1885 quand le chemin de fer Canadien Pacifique (CFCP) réalisa une ligne jusqu'à la côte de l'océan Pacifique. Le CFCP devient en 1889 la première compagnie de chemin de fer transcontinentale d'Amérique du Nord lorsqu'il mit en service son Chemin de fer international du Maine qui accordait le CFCP à la côte Atlantique.
- Deux autres lignes transcontinentales furent construites au Canada: le Canadian Northern Railway (CNoR) ouvrit une autre ligne jusqu'au Pacifique en 1912, et le système formé par la combinaison du Grand Trunk Pacific Railway (GTPR) et du National Transcontinental Railway (NTR) ouvrit en 1917 suivant l'achèvement du pont de Québec, bien que la ligne vers le Pacifique fût ouverte dès 1914. Le CNoR, le GTPR et le NTR furent ensuite nationalisés et fusionnés dans le Canadien National, qui reste encore aujourd'hui l'« autre » chemin de fer transcontinental du Canada[1].

### Amérique du Sud
- Il est envisagé de faire renaître la liaison ferroviaire entre Valparaíso et Santiago (Chili) et Mendoza (Argentine), grâce au projet Transandino. Mendoza est déjà relié à Buenos Aires par une ligne en exploitation. L'ancien Transandino ou Chemin de fer Mendoza à Valparaiso fut mis en service en 1910 et cessa son service de transport de voyageurs en 1978 et de marchandises quatre ans plus tard. Techniquement, une liaison transcontinentale existe entre Arica au Chili et le département de La Paz en Bolivie, puis vers Buenos Aires, mais le tronçon transandin est réservé au fret.

- Chemin de fer transandin

#### Guatemala

Ancienne ligne du Guatemala reliant les deux océans (interactive version)

Après le premier Chemin de fer du Guatemala, un second chemin de fer interocéanique en Amérique centrale commença à fonctionner en 1908 entre Puerto San José et Puerto Barrios au Guatemala, mais cessa son service passager à Puerto San José en 1989.

#### Nicaragua
La construction du Chemin de fer nicaraguayen de Grenade à Corinto est envisagée dès 1846 puis lancée en 1868, dans le cadre du Projet de canal du Nicaragua.

#### Costa Rica

Chemin de fer du Costa Rica (interactive version)

Un troisième chemin de fer interocéanique en Amérique centrale commença à fonctionner en 1910 reliant Puntarenas et Limón. La voie avait une jauge de 1067 mm.
Le Chemin de fer du Costa Rica relie alors les villes du plateau central du pays dont notamment San José, la capitale, à Puerto Limon, le port de la mer des Caraïbes.

## Asie
- La première ligne transcontinentale asiatique fut le Transsibérien (prolongé vers l'Europe par diverses lignes), achevé en 1905. C'est, avec 9 289 km, la plus longue ligne de chemin de fer au monde.
- Un projet de liaison transasiatique est envisagé entre Singapour et Istanbul. Il devrait utiliser de nombreuses lignes existantes, les tronçons manquants se situant principalement entre l'Iran et le Pakistan, ainsi qu'au Myanmar, sous réserve des conditions politiques dans ces zones. Le projet prévoit également des corridors de liaison avec la Chine, les États d'Asie centrale et la Russie.

## Australie
- Le premier chemin de fer trans-australien fut achevé en 1912. Cette ligne relie Sydney à la ville de Perth, à l'extrême ouest de l'Australie, et traverse la plaine de Nullarbor. Depuis 1970, le train de voyageurs qui parcourt cette ligne a été baptisé l'Indian Pacific.
- La première liaison trans-australienne nord-sud a été mise en service en janvier 2004 entre Darwin et Adelaide. Elle permet la circulation du train the Ghan.

## Afrique

### Est-Ouest
- Il existe plusieurs manières de traverser le continent africain d'est en ouest en raccordant diverses lignes ferroviaires. L'une d'elles est le chemin de fer de Benguela qui fut achevé en 1929. Il part de Lobito (Angola) et relie le réseau zambien via le Katanga. À partir de la Zambie, plusieurs ports sont accessibles sur la côte de l'océan Indien : Dar es Salaam en Tanzanie par le TAZARA ainsi que Beira et Maputo au Mozambique via le Zimbabwe. La guerre civile en Angola a provoqué l'arrêt de l'exploitation du chemin de fer de Benguela, mais des efforts sont réalisés pour la restaurer. Un autre corridor est-ouest mène des ports de l'Atlantique en Namibie, soit Walvis Bay ou Luderitz vers le réseau ferroviaire d'Afrique du Sud qui permet de rejoindre des ports sur l'océan Indien (Durban, Maputo).

- Le principal lien ferroviaire qui manque au milieu de l'Afrique est de Dakar ou Konakry à Mombasa. Il existe plusieurs tronçons actifs ou abandonnés datant de l'ère coloniale, mais aucun effort ne semble être fait pour les relier en un ensemble transafricain.

### Nord-Sud
- Une ligne transcontinentale nord-sud a été proposée par Cecil Rhodes: le chemin de fer Le Cap – Le Caire. Ce réseau devait constituer l'épine dorsale des possessions britanniques en Afrique, mais il ne fut jamais réalisé.
- À la même époque, les Français avaient envisagé un chemin de fer transsaharien reliant d'Alger à l'Afrique-Occidentale française, mais cette idée aussi fut abandonnée.

## Sources